# Neal Ardley
Neal Ardley (Epsom, 1º settembre 1972) è un allenatore di calcio ed ex calciatore inglese, di ruolo centrocampista, tecnico del Woking.

## Carriera

### Allenatore

#### AFC Wimbledon
Ardley è stato nominato manager della squadra AFC Wimbledon di Football League Two il 10 ottobre 2012, con l'ex compagno di squadra del Watford Neil Cox nominato assistente allenatore lo stesso giorno. Gli ultimi due finalisti per il lavoro erano Ardley e l'ex nazionale del Galles Rob Page.
Il 2 dicembre 2012, Ardley ha allenato il Wimbledon nel loro primo incontro in assoluto contro l'MK Dons, la squadra di calcio formatasi grazie al trasferimento della sua ex squadra di Wimbledon a Milton Keynes. Un gol nei minuti di recupero ha visto il Wimbledon perdere 2-1.
Ardley ha fatto aggiunte alla sua squadra durante la finestra di mercato di gennaio con Alan Bennett il più notevole. Nel marzo 2013, Ardley è stato nominato per Football League Two Manager del mese dopo l'imbattibilità del Wimbledon. Nonostante questo, lo Wimbledon era al 23º posto nell'ultima partita della stagione con solo Aldershot Town sotto di loro, tuttavia una vittoria per 2-1 in casa del Fleetwood Town ha visto Ardley portare lo Wimbledon in salvo, mandando il Barnet in zona retrocessione. Sorprendentemente, lo Wimbledon è balzato di 3 posizioni e ha concluso al 20º posto (53 punti; -22 differenza reti), nonostante avesse la peggiore differenza reti del campionato.
Per l'inizio della sua prima stagione completa in carica ha aggiunto una serie di volti nuovi che includevano giocatori del calibro di Charlie Sheringham. La stagione 2013-14 è iniziata molto brillantemente per i Dons che hanno battuto Wycombe Wanderers, Scunthorpe United, Fleetwood Town e Burton Albion nelle prime quattro partite casalinghe che hanno lasciato lo Wimbledon in posizione play-off a settembre. Ardley ha visto la sua squadra scivolare più in basso nel campionato nei mesi successivi, il che includeva una serie di una vittoria su otto che portava al nuovo anno, tuttavia ha comunque visto i Dons in una posizione notevolmente più comoda rispetto a quando Ardley ha preso il comando per la prima volta. Ancora una volta, Wimbledon ha concluso comodamente al 20º posto (53 punti; -8 differenza reti), che avrebbe potuto essere 16º posto se non fosse stato per aver schierato un giocatore non idoneo.
Ardley ha rafforzato la sua squadra durante giugno e luglio con la firma di Matt Tubbs, Adebayo Akinfenwa e James Shea tra gli altri. La prima amichevole preseason dello Wimbledon del 2014-15 è stata contro Margate, che ha visto Ardley confrontarsi con il suo predecessore Terry Brown. La partita si è conclusa con una sconfitta per 3-0 per la squadra di Ardley.
All'inizio della stagione, Ardley ha riposto fiducia nei suoi acquisti estivi con James Shea che ha sostituito il numero uno della scorsa stagione Ross Worner. Lo Wimbledon ha iniziato la stagione brillantemente con un pareggio in casa contro lo Shrewsbury Town, seguito da belle vittorie su Luton Town e Southend United, entrambe fuori casa. La prima sconfitta del club in campionato è arrivata dopo che la sua squadra ha sprecato un vantaggio per 1-0 in casa contro l'Hartlepool United perdendo 2-1.
Ardley ha anche gestito lo Wimbledon fino alla sua prima vittoria in assoluto contro l'MK Dons il 7 ottobre 2014. Si sono incontrati per la terza volta nel Football League Trophy con i gol di Ade Azeez, Sean Rigg e Adebayo Akinfenwa che hanno assicurato una vittoria per 3-2 per i Dons. Sarebbe diventata la stagione per le coppe dopo aver guidato il club al terzo turno della FA Cup dopo aver battuto Wycombe Wanderers. La ricompensa per aver raggiunto il terzo turno per la prima volta nella storia del club appena formato è stata una partita in casa contro il Liverpool, che i Dons hanno perso 2-1. Ardley ha subito un intervento chirurgico all'anca nel marzo 2015, lasciando Neil Cox in carica per il pareggio 1–1 con Tranmere Rovers. Wimbledon ha concluso al 15 ° posto (58 punti; -6 differenza reti).
I continui progressi dei Dons nelle 3 stagioni precedenti sono stati la base per una stagione 2015-16 di grande successo. Wimbledon ha concluso al 7º posto (75 punti; +14 differenza reti), la posizione finale nei play-off, grazie ai 20 gol in campionato di Lyle Taylor. Dopo che Ardley ha guidato i Dons attraverso le semifinali dei play-off contro Accrington Stanley, Ardley ha ottenuto il suo primo trofeo manageriale battendo il Plymouth Argyle 2-0 nella finale dei play-off della League Two, promuovendo lo Wimbledon alla League One per la prima volta in la sua storia.
La stagione 2016-17 ha visto i Dons terminare rispettabilmente al 15º posto (57 punti; -3 differenza reti) nella sua prima stagione in League One, in parte grazie ai 10 e 9 goal di Lyle Taylor e Tom Elliott rispettivamente.
La stagione 2017-18 ha visto Ardley incapace di seguire e costruire sulla stagione precedente. I Dons sono rimasti delusi e hanno combattuto contro la retrocessione per tutta la stagione, ma sono riusciti a tenere il passo con un 18º posto (53 punti; -11 differenza reti), a causa dei 14 gol di Lyle Taylor in campionato e di una striscia di imbattibilità di 7 partite in aprile e maggio.
Ardley ha gestito una revisione della prima squadra di Dons per tutta l'estate 2018, poiché un certo numero di giocatori ha lasciato il club. Il giocatore di più alto profilo è stato Lyle Taylor, che ha continuato a essere il miglior marcatore della Football League dello Wimbledon con 44 gol, e il miglior marcatore dei Dons durante l'era della Football League con 55 gol in tutte le competizioni. L'estate 2018 ha visto anche Ardley diventare il 3º allenatore più longevo del campionato inglese. Ardley aveva più di sei anni alla guida dei Dons.
La stagione 2018-19 ha visto i Dons continuare la loro serie di imbattibilità con una vittoria in trasferta (1-0) a Fleetwood Town e successivamente con un pareggio interno (0-0) contro il Coventry City. Ardley ha supervisionato un'imbattibilità da 10 partite grazie alla vittoria in trasferta (2-1) contro il Portsmouth nel primo turno della Coppa di Lega. Questa era la prima volta che i Dons arrivavano al secondo turno da quando erano tornati nel campionato di calcio inglese. Dopo una serie di 10 sconfitte in 12 partite della Football League, Ardley ha lasciato lo Wimbledon di comune accordo il 12 novembre 2018.

#### Notts County
Ardley è stato nominato manager del Notts County il 23 novembre 2018, assistito da Neil Cox, con il quale ha lavorato al Wimbledon. Al suo arrivo, Ardley ha detto che "la possibilità di gestire Notts County è una che non potevo lasciar passare".

## Statistiche

### Statistiche da allenatore
Statistiche aggiornate al 1 luglio 2021.
| Stagione             | Squadra              | Campionato           | Campionato | Campionato | Campionato | Campionato | Coppe nazionali | Coppe nazionali | Coppe nazionali | Coppe nazionali | Coppe nazionali | Coppe continentali | Coppe continentali | Coppe continentali | Coppe continentali | Coppe continentali | Altre coppe | Altre coppe | Altre coppe | Altre coppe | Altre coppe | Totale | Totale | Totale | Totale | % Vittorie | Piazzamento      |
| Stagione             | Squadra              | Comp                 | G          | V          | N          | P          | Comp            | G               | V               | N               | P               | Comp               | G                  | V                  | N                  | P                  | Comp        | G           | V           | N           | P           | G      | V      | N      | P      | %          | Piazzamento      |
| -------------------- | -------------------- | -------------------- | ---------- | ---------- | ---------- | ---------- | --------------- | --------------- | --------------- | --------------- | --------------- | ------------------ | ------------------ | ------------------ | ------------------ | ------------------ | ----------- | ----------- | ----------- | ----------- | ----------- | ------ | ------ | ------ | ------ | ---------- | ---------------- |
| ott. 2012-2013       | AFC Wimbledon        | FL2                  | 35         | 11         | 10         | 14         | FACup+CdL       | 3+0             | 0               | 2               | 1               | -                  | -                  | -                  | -                  | -                  | FLT         | -           | -           | -           | -           | 38     | 11     | 12     | 15     | 28,95      | Sub. 20º         |
| 2013-2014            | AFC Wimbledon        | FL2                  | 46         | 14         | 14         | 18         | FACup+CdL       | 1+1             | 0+0             | 0+0             | 1+1             | -                  | -                  | -                  | -                  | -                  | FLT         | 1           | 0           | 0           | 1           | 49     | 14     | 14     | 21     | 28,57      | 16º              |
| 2014-2015            | AFC Wimbledon        | FL2                  | 46         | 14         | 16         | 16         | FACup+CdL       | 4+1             | 2+0             | 1+0             | 1+1             | -                  | -                  | -                  | -                  | -                  | FLT         | 3           | 1           | 1           | 1           | 54     | 17     | 18     | 19     | 31,48      | 15º              |
| 2015-2016            | AFC Wimbledon        | FL2                  | 46+3       | 21+2       | 12+1       | 13+0       | FACup+CdL       | 1+1             | 0+0             | 0+0             | 1+1             | -                  | -                  | -                  | -                  | -                  | FLT         | 1           | 0           | 0           | 1           | 52     | 23     | 13     | 16     | 44,23      | 7º (prom.)       |
| 2016-2017            | AFC Wimbledon        | FL1                  | 46         | 13         | 18         | 15         | FACup+CdL       | 5+1             | 2+0             | 2+0             | 1+1             | -                  | -                  | -                  | -                  | -                  | FLT         | 4           | 2           | 0           | 2           | 56     | 17     | 20     | 19     | 30,36      | 15º              |
| 2017-2018            | AFC Wimbledon        | FL1                  | 46         | 13         | 14         | 19         | FACup+CdL       | 3+1             | 2+0             | 0+1             | 1+0             | -                  | -                  | -                  | -                  | -                  | FLT         | 4           | 2           | 0           | 2           | 54     | 17     | 15     | 22     | 31,48      | 18º              |
| ago.-nov. 2018       | AFC Wimbledon        | FL1                  | 17         | 3          | 2          | 12         | FACup+CdL       | 1+2             | 1+1             | 0+0             | 0+1             | -                  | -                  | -                  | -                  | -                  | FLT         | 3           | 1           | 1           | 1           | 23     | 6      | 3      | 14     | 26,09      | Resc. cons.      |
| Totale AFC Wimbledon | Totale AFC Wimbledon | Totale AFC Wimbledon | 282+3      | 89+2       | 86+1       | 107+0      |                 | 25              | 8               | 6               | 11              |                    | -                  | -                  | -                  | -                  |             | 16          | 6           | 2           | 8           | 326    | 105    | 95     | 126    | 32,21      |                  |
| nov. 2018-2019       | Notts County         | FL2                  | 28         | 6          | 9          | 13         | FACup+CdL       | -               | -               | -               | -               | -                  | -                  | -                  | -                  | -                  | FLT         | 1           | 0           | 0           | 1           | 29     | 6      | 9      | 14     | 20,69      | Sub. 23º (retr.) |
| 2019-2020            | Notts County         | NL                   | 38+2       | 17+1       | 12+0       | 9+1        | FACup           | 3               | 2               | 0               | 1               | -                  | -                  | -                  | -                  | -                  | FAT         | 5           | 4           | 0           | 1           | 48     | 24     | 12     | 12     | 50,00      | 3º               |
| 2020-mar. 2021       | Notts County         | NL                   | 27         | 13         | 7          | 7          | FACup           | -               | -               | -               | -               | -                  | -                  | -                  | -                  | -                  | FAT         | 4           | 3           | 1           | 0           | 31     | 16     | 8      | 7      | 51,61      | Eson.            |
| Totale Notts County  | Totale Notts County  | Totale Notts County  | 93+2       | 36+1       | 28+0       | 29+1       |                 | 3               | 2               | 0               | 1               |                    | -                  | -                  | -                  | -                  |             | 10          | 7           | 1           | 2           | 108    | 46     | 29     | 33     | 42,59      |                  |
| 2021-2022            | Solihull Moors       | NL                   | 0          | 0          | 0          | 0          | FACup           | 0               | 0               | 0               | 0               | -                  | -                  | -                  | -                  | -                  | FAT         | 0           | 0           | 0           | 0           | 0      | 0      | 0      | 0      | —          | in corso         |
| Totale carriera      | Totale carriera      | Totale carriera      | 380        | 128        | 115        | 137        |                 | 28              | 10              | 6               | 12              |                    | -                  | -                  | -                  | -                  |             | 26          | 13          | 3           | 10          | 434    | 151    | 124    | 159    | 34,79      |                  |